# Gun War

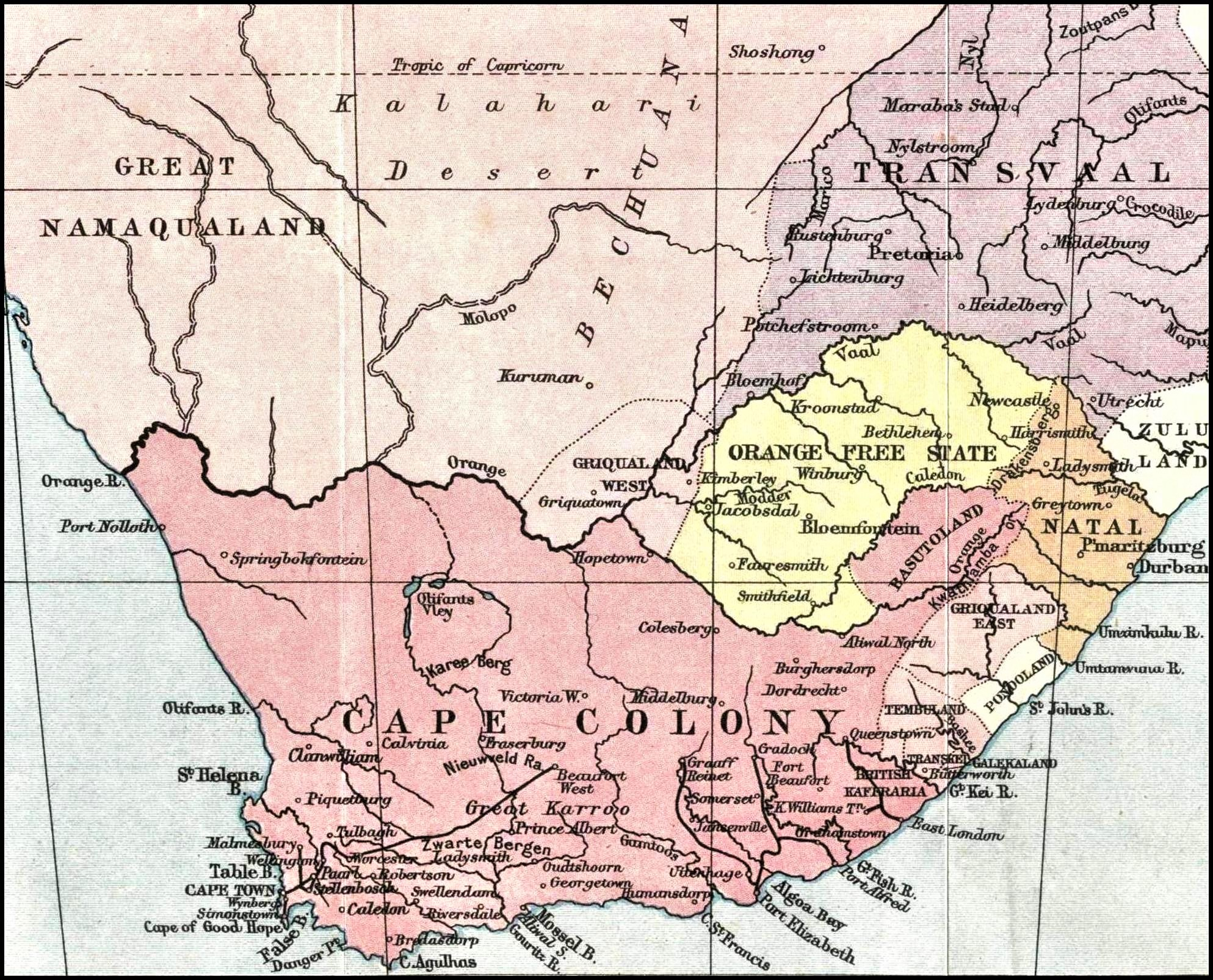
Karte der Kapkolonie mit inkorporiertem Basutoland 1878

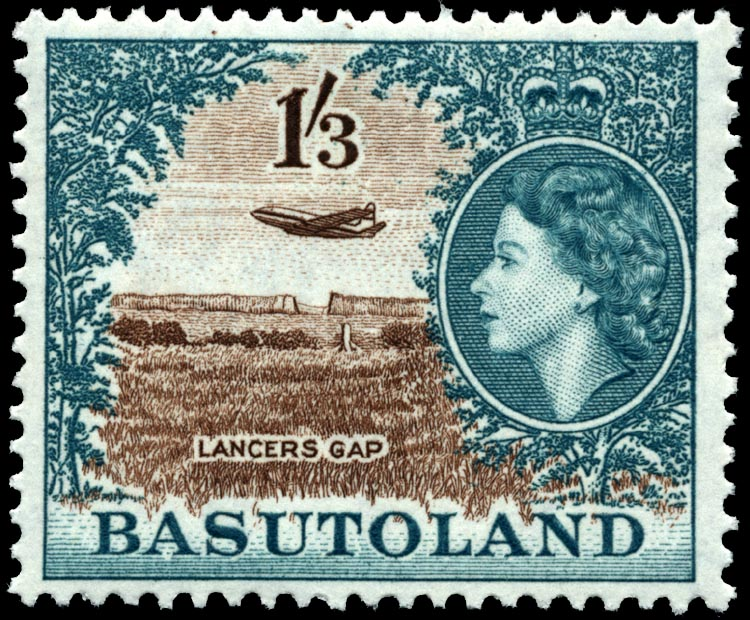
Briefmarke von 1954; Lancers’ Gap liegt im Hintergrund in der Mitte

Der Gun War (deutsch etwa „Gewehrkrieg“) war eine Auseinandersetzung zwischen Basotho und Briten in Basutoland in den Jahren 1880 und 1881.

## Geschichte
Basutoland, das heutige Lesotho, war ab 1868 ein britisches Protektorat. 1871 wurde es jedoch Teil der britischen Kapkolonie. Dank des traditionellen Systems der barena, angeführt von den Söhnen Moshoeshoes I., blieben die Basotho lange Zeit relativ unabhängig. Ende der 1870er Jahre versuchten die Behörden der Kapkolonie, ihre Macht in Basutoland zu stärken und ihre Gesetze zur Geltung zu bringen. Dabei trafen sie jedoch auf Widerstand der Basotho, besonders nachdem der damalige Gouverneur Henry Bartle Frere 1879 einen Teil Basutolands für weiße Siedler reservieren wollte und alle Basotho zwingen wollte, nach dem Peace Protection Act (etwa: Gesetz zur Friedenssicherung) ihre Schusswaffen abzugeben. 1879 kam es zu einer Rebellion unter morena Moorosi im Süden des Landes, bei der die meisten barena noch auf der Seite der Kapkolonie standen. Die Regierung der Kapkolonie unter Sir John Gordon Sprigg setzte den April 1880 als Ultimatum zur Abgabe der Waffen. Die Mehrzahl der Basotho ließ das Ultimatum verstreichen. Im September 1880 kam es zu ersten Kämpfen, als die Behörden die Waffenabgabe erzwingen wollten. Innerhalb kurzer Zeit entwickelten sich die Kämpfe zu einer offenen Rebellion. Die Truppen der Kapkolonie erlitten zahlreiche Verluste, da die Basotho durch die Buren aus dem benachbarten Oranje-Freistaat mit zusätzlichen Waffen versorgt worden waren. Die Basotho nutzten überwiegend Guerilla-Taktiken und hatten den Vorteil der Ortskenntnis im gebirgigen Terrain. Die Truppen der Kapkolonie erhielten keine Hilfe aus dem britischen Mutterland. Am 19. Oktober 1880 fand nahe Qalabane bei Mafeteng eine heftige Schlacht statt. Im selben Monat überfielen die Basotho nördlich der Hauptstadt Maseru eine berittene Einheit der British Army Lancers am Rande eines Plateaus und töteten 39 Soldaten. Die Stelle wird seither Lancers’ Gap genannt. Auch die Berufung von Colonel Charles Gordon zum Oberkommandierenden ergab keine Besserung.
Der Krieg gegen die Basotho war zusammen mit den gerade beendeten Xhosa-Kriegen, Unruhen in der Transkei und dem Zulukrieg für die Behörden der Kapkolonie sehr kostspielig. Sprigg wurde durch Thomas Scanlen ersetzt. 1881 wurde ein Friedensvertrag zwischen den Basotho und der Regierung der Kapkolonie unterzeichnet, in dem die Basotho in den meisten Punkten die Oberhand behielten. Das Land blieb den Basotho vorbehalten. Schusswaffen waren unbegrenzt gestattet. Die Basotho mussten jedoch 5000 Rinder an die Kapkolonie abtreten. 
Die Unruhen setzten sich anschließend fort, so dass Basutoland 1884 den Status einer Kronkolonie erhielt, der den barena Selbstbestimmung garantierte. Folglich wurde Basutoland 1910 nicht Teil der Südafrikanischen Union und ist bis heute eine Enklave in Südafrika.